# 伊凡·維利博爾·辛奇
伊凡·維利博爾·辛奇（1990年8月28日—）是克羅埃西亞政治人物，人盾黨主席。現為歐洲議會議員。

## 生平
出生於卡爾洛瓦茨。
2014年，時年24歲的辛奇參選克羅埃西亞總統。在第一輪投票中贏得29萬張選票，得票率16.42％，位居第三。
2015年，當選克羅埃西亞國會議員。

### 歐洲議會議員
2019年5月26日，當選歐洲議會議員。
2020年9月10日，辛奇等人在札格瑞布總督府（克羅埃西亞政府所在地）外傾倒了數十個西瓜，以示抗議，呼籲當局傾聽農民的聲音。同年10月2日，辛奇等人在經濟部入口處堆放了超過三百公斤的鹽，並表達其訴求。

## 家庭
辛奇與佛拉迪米爾·帕爾菲（Vladimir Palfi，1982年11月21日出生）結婚，育有兩名孩子。帕爾菲也擔任人盾黨的副主席。